# Pseudofluda
Genre
Pseudofluda est un genre d'araignées aranéomorphes de la famille des Salticidae.

## Distribution
Les espèces de ce genre se rencontrent au Brésil et en Argentine.

## Liste des espèces
Selon World Spider Catalog (version 22.5, 11/01/2022) :
- Pseudofluda capandegui Nadal & Rubio, 2019
- Pseudofluda palachiyaxa Nadal, 2021
- Pseudofluda pergeri Nadal & Rubio, 2019
- Pseudofluda pulcherrima Mello-Leitão, 1928

## Publication originale
- Mello-Leitão, 1928 : « Novas notas arachnologicas. VI. Ainda o genero Mastophora. VII. Novos nomes para Oxyopideos. VIII. Uma pequena carangueijeira marinha. IX. Novos attideos formiciformes. » Boletim do Museu Nacional, vol. 4, no 3, p. 49-54.